# El Reno Renardo
El Reno Renardo es un grupo musical español de heavy metal humorístico o freak metal, nacido de un proyecto en línea en solitario de Jevo Jevardo (miembro de Valhalla y Soulitude). Tras dos años de bastante éxito en Internet, se decidió crear un concierto, para lo cual se reclutó al resto de miembros y se formó la banda en sí misma. 
La principal temática de las letras de "El Reno Renardo" son situaciones cotidianas narradas en clave de humor, teniendo en algunas canciones como principal objetivo la crítica social.
Gran parte de sus canciones son parodias o versiones parciales de temas conocidos de pop, rock o metal, mientras que otras son totalmente originales (tanto la letra como la parte instrumental).

## Discografía

### Álbumes de estudio

#### El Reno Renardo (2007)
1. Cipote ancho
2. No quiero ir al gym
3. El Reno Renardo
4. Imbécil
5. Camino Moria
6. Yonkis sobre ruedas
7. Espera Farru que me quito
8. Doctor Luis
9. Ni una sola parada
10. Imagina
11. Mierda
12. Toroturadores
13. Zapping (Part I)

#### El Reno Renardo y El Reino de la Cagalera de Bisbal (2008)
Me gusta la droga

#### El improperio contraataca (2010)
1. Intro Darth Gayer
2. Subnorman
3. Mi casa
4. Mis colegas
5. Señoras
6. Todos contra el canon
7. Entre dos piernas
8. En el nardo
9. Opus Deimian
10. Con las manos en la grasa
11. El abuelo batallitas y el nieto repelente
12. La navaja del trueno inmortal
13. Enterradme en Media Markt
14. De Bilbao
15. Restos de Joaquín
16. Subnormercado
17. Subnormix

#### Babuinos del metal (2013)
1. Típica intro
2. Game over
3. No hay huevos
4. Majestad, cuidado con la gravedad
5. Dios del balompié
6. Americano
7. Violenta revolución
8. Festival
9. Leia
10. Fibergran
11. Orcos de Mordor
12. Hipihopo
13. Preludio al dolor
14. Qué dolor
15. Te das queen
16. Mongomix

#### Meriendacena con Satán (2016)
1. Que empiece ya
2. Del centro comercial a la casa rural
3. Meriendacena medieval
4. Vinagre
5. El as de oros
6. Ampluger
7. Facebook
8. Puñoterapia
9. Telepasión
10. Busque y compare
11. Cagar anzuelos
12. Mi número, Juan Luis
13. Todo seta
14. Retromix
15. Euskal txupifesta
16. Tutti frutti summer love

#### Hostiopatía (2018)
1. Intruder
2. Compañero de piso
3. La gente es imbécil
4. Sanotes
5. Conspiranoid
6. Eres trve
7. Qué has tomao
8. Cinta americana
9. Cafelitos
10. Cumpleaños feliz
11. Forfait
12. Huele mi ombligo
13. Ofender
14. El megalodón
15. Idiomix

#### Rarezas raras (2020)
1. Intrillo
2. Crecí en los 90
3. Hasta la polla 2020
4. Retrakermix
5. El bardo bastardo (Power Edition)
6. Facebook (Mongodance Edition)
7. La navaja del trueno inmortal (Orquestal)
8. Orcos de Mordor (Ampluger)
9. Meriendacena Medieval (Ampluger)
10. No quiero ir al gym (Live Barcelona)
11. Tu hámster (Live Bilbao)
12. Camino Moria (Live Itxura Studios)
13. Mis colegas (Remix)
14. Señoras (Remix)
15. Festival (Remix)
16. Cuñaos
17. Hellrule Main Theme

#### El mundo se va a la mierda (2021)
1. Intro: El Reno, el feo y el malo
2. El mundo se va a la mierda
3. Lo puto peor
4. Spoilerman
5. Puretas del Caribe
6. C.L.H.P.D
7. Ojo cuidao
8. Nos comen los monguers
9. Sueco
10. La solitaria
11. Mamarrachos
12. Esto no es Disney
13. Malote
14. Madre
15. Bobomix

#### Regreso Al Metalverso (2024)
1. Intro: Pienso luego sexito
2. Tonto del bulo
3. I.A: En un planeta subnormal
4. Esfinternet
5. Come sano
6. Gente mayor del metal (VejeStory Part I)
7. Antoñito
8. Cada vez
9. Pesao, y los sabes
10. Mantita y sofá (VejeStory Part II)
11. Miniserie - 1x01 - Camión vs camión
12. Miniserie - 1x02 - Punky y hardcoreta	01:23
13. Miniserie - 1x03 - No pienses en pesetas
14. Vikingo de Aliexpress
15. Baila como un viejo (VejeStory Part III)
16. Gilimix

### Sencillos
- El tamborilerdo (2008)
- Subnorcracia (2011)
- Subnorchristmas (2013)
- En Navidad (2014)
- No lo llames el Bilbao (2014)
- Villanpsycho (single navideño) (2016)
- Crecí en los 90 (2020)
- Nueva anormalidad (2020)
- Nueva anormalidad 2.0 (2020)
- Lo puto peor (2021)
- 12 campanas (2022)

## Videojuegos
El grupo ha porporcionado música para el videojuego Hellrule, publicada además como la pista 17 de #Rarezas Raras (2020).